# Benirredrà
Benirredrà è un comune spagnolo di 1 322 abitanti situato nella comunità autonoma Valenciana.